# Sacro Cuore di Gesù a Castro Pretorio
Koordinaten: 41° 54′ 10″ N, 12° 30′ 9,5″ O
Sacro Cuore di Gesù a Castro Pretorio (Latein: Sacratissimi Cordis Iesu ad Castrum Praetorium) ist eine römische Basilica minor nahe dem Bahnhof Roma Termini im Stadtteil Castro Pretorio und Titelkirche der römisch-katholischen Kirche.

## Geschichte
Bereits Papst Pius IX. regte 1870 die Ansiedlung einer Kirche in den Gärten der ehemaligen Villa der Familie Peretti di Montalto an. Erst auf Initiative von Johannes Bosco wurde 1879 der Architekt Francesco Vespignani mit der Planung beauftragt. Die Pfarrgemeinde wurde am 2. Februar 1879 gegründet. Die Kirche wurde 1880 von Papst Leo XIII. in Auftrag gegeben und 1887 fertiggestellt und aus Dankbarkeit der Ordensgemeinschaft der Salesianer Don Boscos anvertraut. Am 11. Februar 1921 wurde die Kirche von Papst Benedikt XV. zu einer Basilica minor erhoben. Am 5. Februar 1965 erfolgte die Ernennung zu einer Titelkirche der römisch-katholischen Kirche durch Papst Paul VI.

## Bauwerk

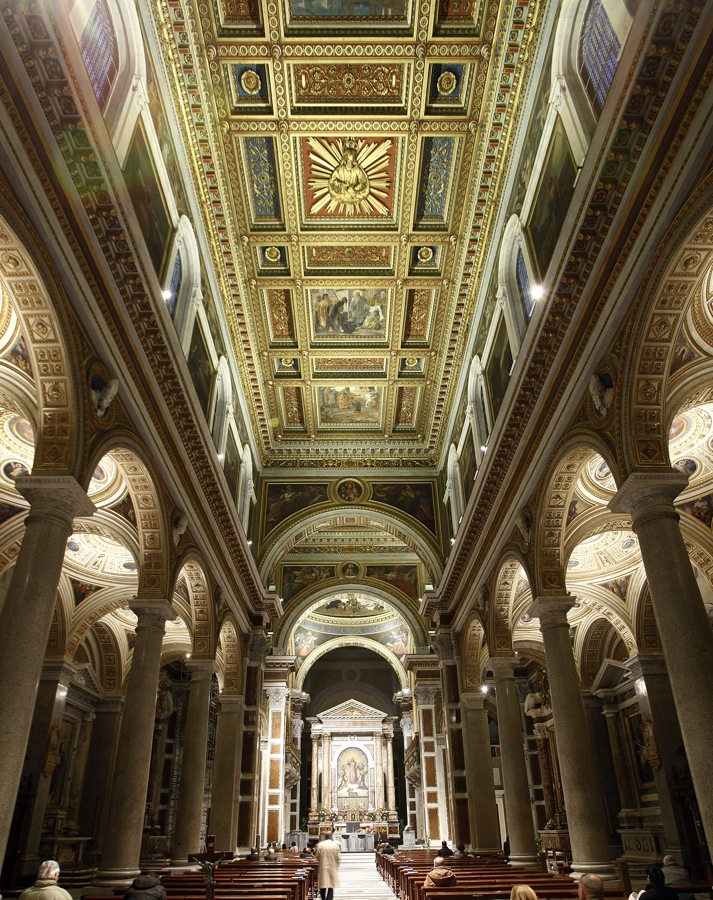
Innenraum zum Altar

Sacro Cuore ist eine dreischiffige Basilika in Neorenaissanceformen. Das Langhaus mündet in ein kurzes Querschiff, daran schließt sich der lange Chor mit Rundapsis. Das Mittelschiff trägt eine Kassettendecke, die Joche der Seitenschiffe sind als Kapellen mit Altären und Flachkuppeln gestaltet. Der Campanile steht im nördlichen Querhauswinkel; er wird von einer monumentalen Christusstatue gekrönt.

## Zentrum der Salesianer
Die Herz-Jesu-Basilika und die umgebenden Gebäude und Anlagen bilden das Zentrum der Salesianer in Rom. In dem großen Gebäudekomplex an der Via Marsala auf dem Hügel Esquilin befinden sich außer der Kirche und dem Sozialzentrum auch das Provinzialat der Salesianer für Italien sowie das Koordinationszentrum der italienischen Jugendarbeit des Ordens. Seit Anfang der 1960er Jahre und bis zur Fertigstellung des Hochschulneubaus 1965 befand sich in dem Komplex an der Via Marsala der provisorische römische Sitz des Päpstlichen Atheneum Salesianum (Pontificio Ateneo Salesiano), der internationalen Ordenshochschule der Salesianer, sodass in den Jahren des Zweiten Vatikanischen Konzils zahlreiche junge Ordenspriester (etwa auch Tarcisio Bertone) hier studierten und die Umbrüche in der Kirche miterlebten.

## Kardinaldiakone
- Maximilien de Fürstenberg (Kardinalpriester  pro hac vice; 26. Juni 1967 – 22. September 1988)
- Giovanni Saldarini (Kardinalpriester pro hac vice; 28. Juni 1991 – 18. April 2011)
- Giuseppe Versaldi (seit 18. Februar 2012; seit 4. März 2022 Kardinalpriester pro hac vice)